# 肯西特鎮區 (阿肯色州懷特縣)
肯西特鎮區（英語：Kensett Township）是位於美國阿肯色州懷特縣的一個行政鎮區。

## 地方資料
肯西特鎮區的面積為37.47平方千米，當中陸地面積為37.26平方千米，而水域面積為0.21平方千米。根據2010年美國人口普查的數據，當地共有人口2183人，而人口密度為每平方千米58.26人。